# هجرس كامبل
هجرس كامبل أو غينون كامبل (الاسم العلمي: Cercopithecus campbelli) (بالإنجليزية: Campbell's Mona Monkey)‏ هو نوع من الرئيسيات من فصيلة سعادين العالم القديم ويتبع جنس السعدان الغينون من فصيلة سعادين العالم القديم.	. وجدت في ساحل العاج، غامبيا، غانا، غينيا، غينيا بيساو، ليبيريا، السنغال، وسيراليون
اقترحت الدراسات التي أجريت عام 2009 أن هذا النوع يستخدم واحد من أكثر طرق الاتصالات الحيوانية تقدماً، مع تركيب جملة بدائية.
اعتبر في السابق غينون لوي ضرب من غينون كامبل.